# Levoča (stacja kolejowa)
Levoča – stacja kolejowa znajdująca się w mieście Lewocza, w kraju preszowskim na linii kolejowej 186 Spišská Nová Ves – Levoča, na Słowacji.